# ستورس لوفجوي أولسون
ستورس لوفجوي أولسون (بالإنجليزية: Storrs Lovejoy Olson)‏ هو عالم طيور وعالم حيوانات أمريكي، ولد في 3 أبريل 1944 في شيكاغو في الولايات المتحدة.